# Кабанов, Александр Иванович (хоккеист)
Алекса́ндр Ива́нович Каба́нов (8 марта 1957, Москва — 17 октября 2018, Москва) — советский хоккеист, нападающий. Мастер спорта СССР. Детский тренер.

## Биография
Воспитанник ЦСКА. В чемпионате СССР дебютировал 21 февраля 1974 года в домашнем матче ЦСКА против «Крыльев Советов» (3:6), проведя единственный матч в сезоне. В следующем сезоне провёл два матча, в сезоне 1975/76 — 8, в сезоне 1976/77 — 17. С сезона 1977/78 — в «Крыльях Советов». Провёл семь полных сезонов, в сезоне 1984/85 сыграл только три матча в переходном турнире, после чего покинул клуб. В сезоне 1985/85 играл во второй лиге за «Буран» Воронеж. В сезонге 1990/91 — за венгерский «Ференцварош».
Участник Суперсерии 1978/1979. Трижды становился лучшим снайпером «Крыльев Советов» по итогам сезона.
Тренер команды СДЮШОР «Крыльев Советов» 1971 года рождения. Детский тренер в команде «Орбита» (Зеленоград, 2001—2003). Тренер в хоккейной школе «Марьино» (2001—2018).
Скончался в 2018 году. Похоронен на Шереметьевском кладбище.

## Достижения
- Чемпион Европы среди юниоров (1975, 1976)
- Чемпион мира среди молодёжных команд (1976 — неофиц.), 1977)
- Чемпион СССР (1975, 1977)[источник не указан 870 дней]
- Серебряный призёр чемпионатов СССР (1974, 1976)[источник не указан 870 дней]
- Бронзовый призёр чемпионата СССР (1978)